# Пачеко, Эдгар (футболист)
Эдгар Иван Пачеко Родригес (исп. Edgar Iván Pacheco Rodríguez; родился 22 января 1990, Гвадалахара, Мексика) — мексиканский футболист, атакующий полузащитник клуба «Антигуа-Гуатемала» и сборной Мексики.

## Клубная карьера
Пачеко — воспитанник футбольной академии «Атласа». 20 января 2008 года в матче против «Толуки» он дебютировал в мексиканской Примере. После дебюта Эдгар редко появлялся на поле, вплоть до возвращения на тренерский мостик Рикардо Лавольпе. С приходом нового тренера Пачеко стал получать больше игрового времени и постепенно стал основным футболистом команды. 19 октября в поединке против «Некаксы» Эдгар забил свой первый мяч за клуб. 31 января 2010 года в матче против «Сантос Лагуна» он играл на позиции вратаря после того, как голкипер команды Мариано Барбоса был удален за фол последней надежды. В том матче Эдгар пропустил один мяч, но все равно помог своей команду удержать победный счет. В июне 2011 года некоторые европейские команды были заинтересованы в приобретении Пачеко. Наиболее вероятным вариантом продолжения карьеры была португальская «Бенфика». Чуть позже возник вариант с переходом в «Хьюстон Динамо», но Эдгар в последний момент отказался, объяснив своё решение нежеланием выступать в MLS.
2 июня 2011 года Пачеко подписал контракт с УАНЛ Тигрес. Сумма трансфера составила 4 млн долларов. 30 июля в матче против «Керетаро» он дебютировал за новый клуб, выйдя на замену на 76-й минуте.
Летом 2012 года Пачеко перешёл в «Леон» на правах аренды для получения регулярной игровой практики. 28 июля в матче против «Тихуаны» он дебютировал за новый клуб. 28 апреля 2013 года в матче против «Атланте» Эдгар забил свой первый гол за «львов». Летом 2014 года Пачеко отыграл полгода на правах аренды за «Минерос де Сакатекас». В начале 2015 года УАНЛ вновь отдал Эдгара в аренду, его новым клубом стал «Керетаро». 11 января в поединке против УНАМ Пумас он дебютировал за новую команду. В этом же матче Пачеко забил свой первый гол за «Керетаро». Летом 2015 года Эдгар был отдан в аренду в «Хуарес». 26 июля в матче против Лобос БУАП он дебютировал за новую команду. В этом же поединке Пачеко забил свой первый гол за «Хуарес», реализовав пенальти. 
По окончании аренды Эдгар покинул УАНЛ и перешёл в южнокорейский «Канвон». 25 мая 2016 года в матче против «Коян Заикро» он дебютировал в чемпионате Южной Кореи. Летом того же года Пачеко присоединился к бахрейнскому «Аль-Найма» в составе которого провёл год. Летом 2017 года Эдгар перешёл в кипрский «Эрмис». 27 августа в матче против «Доксы» он дебютировал в чемпионате Кипра. 5 ноября в поединке против «Неа Саламина» Пачеко забил свой первый гол за «Эрмис». Летом 2018 года Эдгар перешёл в азербайджанский «Сабаил». 12 августа в матче против «Габалы» он дебютировал в чемпионате Азербайджана. Покинул команду в декабре.

## Международная карьера
30 сентября 2009 года в товарищеском матче против сборной Колумбии Пачеко дебютировал в сборной Мексики. 9 февраля 2011 года в поединке против сборной Боснии и Герцеговины он забил свой первый гол за национальную команду.
В 2011 году Эдгар был вызван в сборную для участия в Кубке Америки в последний момент из-за скандала после которого, из национальной команды было отчислено 8 футболистов. На турнире Пачеко принял участие В матчах против команд Чили, Перу и Уругвая.

### Голы за сборную Мексики
| #   | Дата           | Место                      | Противник            | Счёт | Результат | Соревнование      |
| --- | -------------- | -------------------------- | -------------------- | ---- | --------- | ----------------- |
| 01. | 9 февраля 2011 | Джорджия Дом, Атланта, США | Босния и Герцеговина | 2:0  | 2:0       | Товарищеский матч |

## Достижения
Командные
 УАНЛ Тигрес
- Чемпионат Мексики по футболу — Апертура 2011
- Обладатель Кубка Мексики — Клаусура 2014